# لو غراند-أبيرجيمون
لو غراند-أبيرجيمون (بالفرنسية: Le Grand-Abergement)‏ هي بلدية فرنسية تقع في إقليم الآن في فرنسا. رمز إنسي لها هو:1176. أما الرمز البريدي لها فهو: 1260.